# Nikolaj Fjodorov
Nikolaj Vasiljevitj Fjodorov (ryska: Николай Васильевич Фёдоров), född 9 maj 1958 i Tjodino i dåvarande Tjuvasjiska ASSR i Sovjetunionen, var från januari 1994 till augusti 2010 delrepubliken Tjuvasjiens president. I september 2010 efterträddes han av Michail Ignatiev.